# Bogdán-kastély (Óbecse)

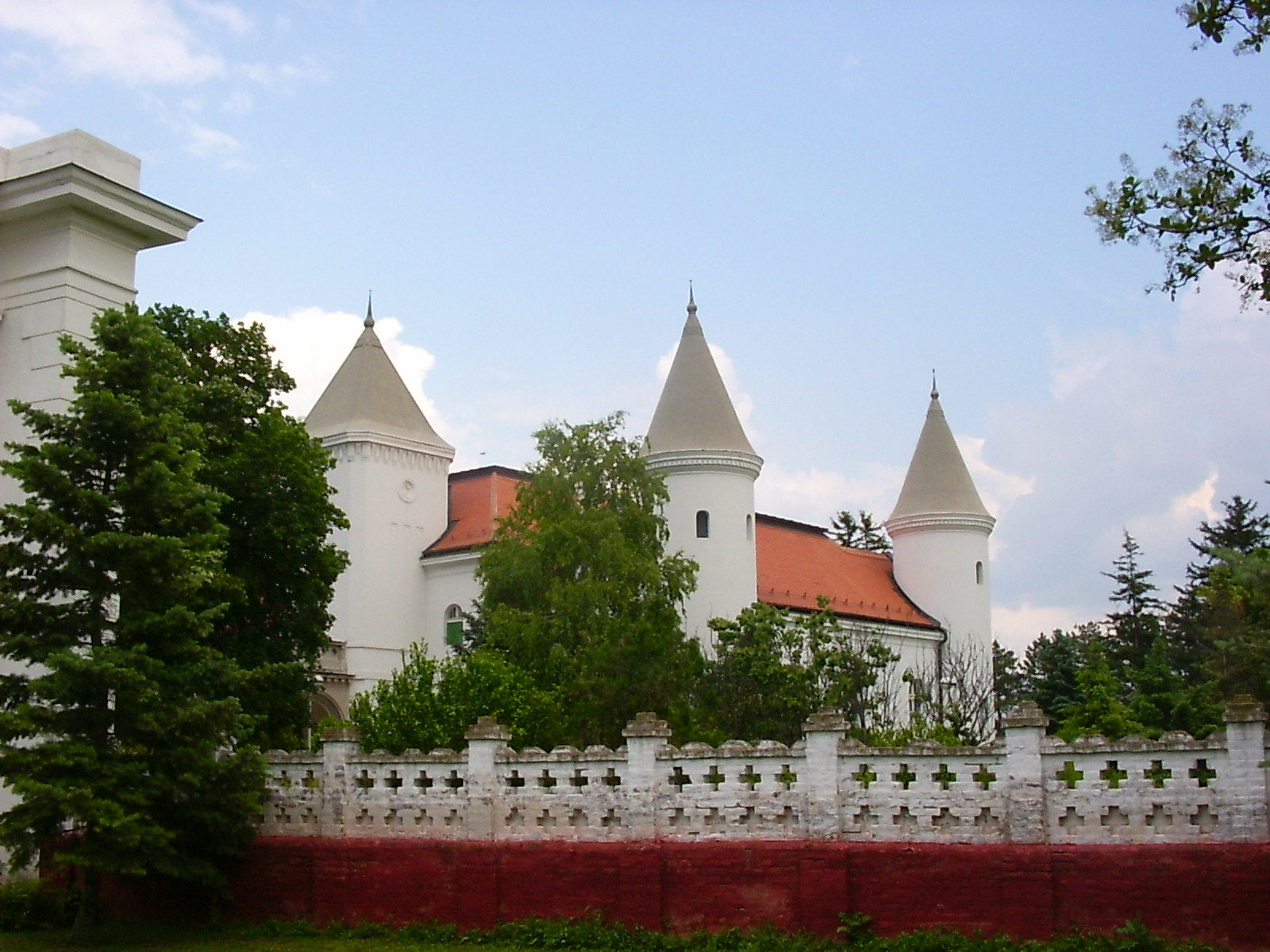
Az óbecsei Bogdán kastély, azaz a Fantaszt kastélyszálló

A Fantaszt szálló Óbecsén található, Bogdan Dunđerski nagybirtokos kastélyában. Az épületet 1919 és 1923 között építették, az 1980-as években szállóvá alakították át. Nevét a tulajdonos Fantaszt nevű telivér ménjéről kapta.

## Fekvése
Az épületegyüttes Bácska keleti részén, a Becse és  Topolya (Bačka Topola)
közötti úton Becsétől 14 km-re van. A 65 hektárnyi terület magában foglalja a kastélyt, a lovardát, a kápolnát, a kiskastélyt, a parkot, és a kiszolgáló épületeket. Bogdan Dunđerski nagybirtokos a 20. század elején azért építette, hogy gazdagsága és befolyása nagyságának jelképe legyen.

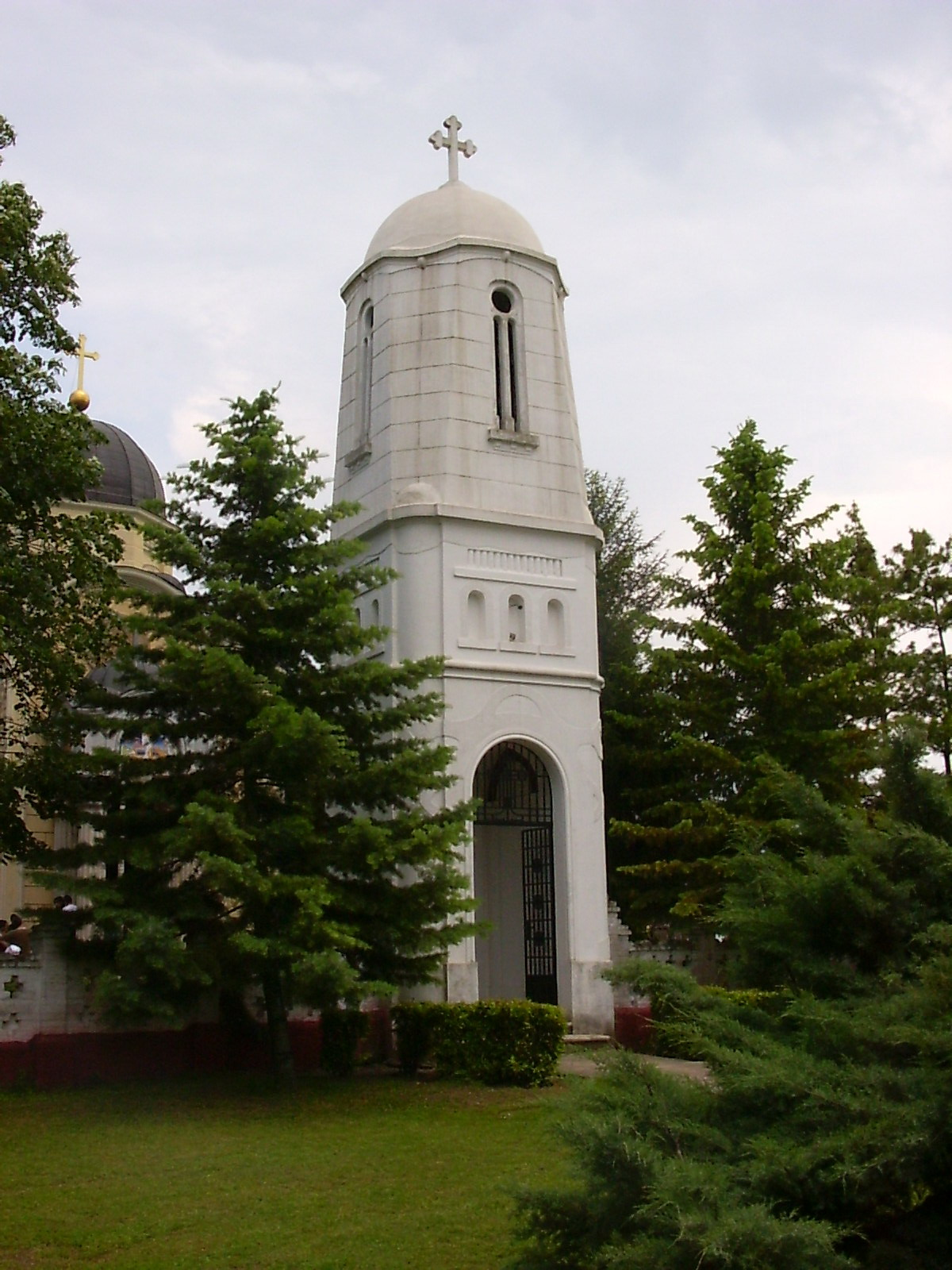
A Bogdán kápolna

A család Hercegovinából származik, Gacko környékéről. A 18. század elején kerültek Szenttamásra (Srbobran). A vagyon alapjait itt veti meg Gedeon Dunđerski. Ezt fia Sándor gyarapítja. Így három generáció alatt a nagybirtokosok sorába léptek. Bogdan Dunđerski 2600 hold (kb. 710 ha) földet örökölt. A földművelés mellett a lovakkal is foglalkozott. A ménese messze földön híres. Időnként 1400 darab telivér is a tulajdonában volt.
A kastélyban több építési stílus keveredik. A torony és a négy szögletes kupola neogótikus. A bejáratok neoklasszicista stílusban lettek kivitelezve.
A kastély közvetlen környezetében van egy nyitott medence, amit a volt gazda személyes vendégei vehettek igénybe. Magát a kastélyt tömör fal övezi, amelyet két kovácsoltvas kapu ékesít. Az egykor alapított lovarda ma is sikeresen szolgálja ki a lovaglás szerelmeseit. A kastélyt körülvevő, szépen ápolt park pedig teljessé teszi az idelátogatók időtöltését.

## Látnivaló
- kastélykápolna

A neobizánci stílusban épült kápolnát 1923-ban építették. Belsejét Uroš Predić festőművész ikonjai díszítik.

## Galéria

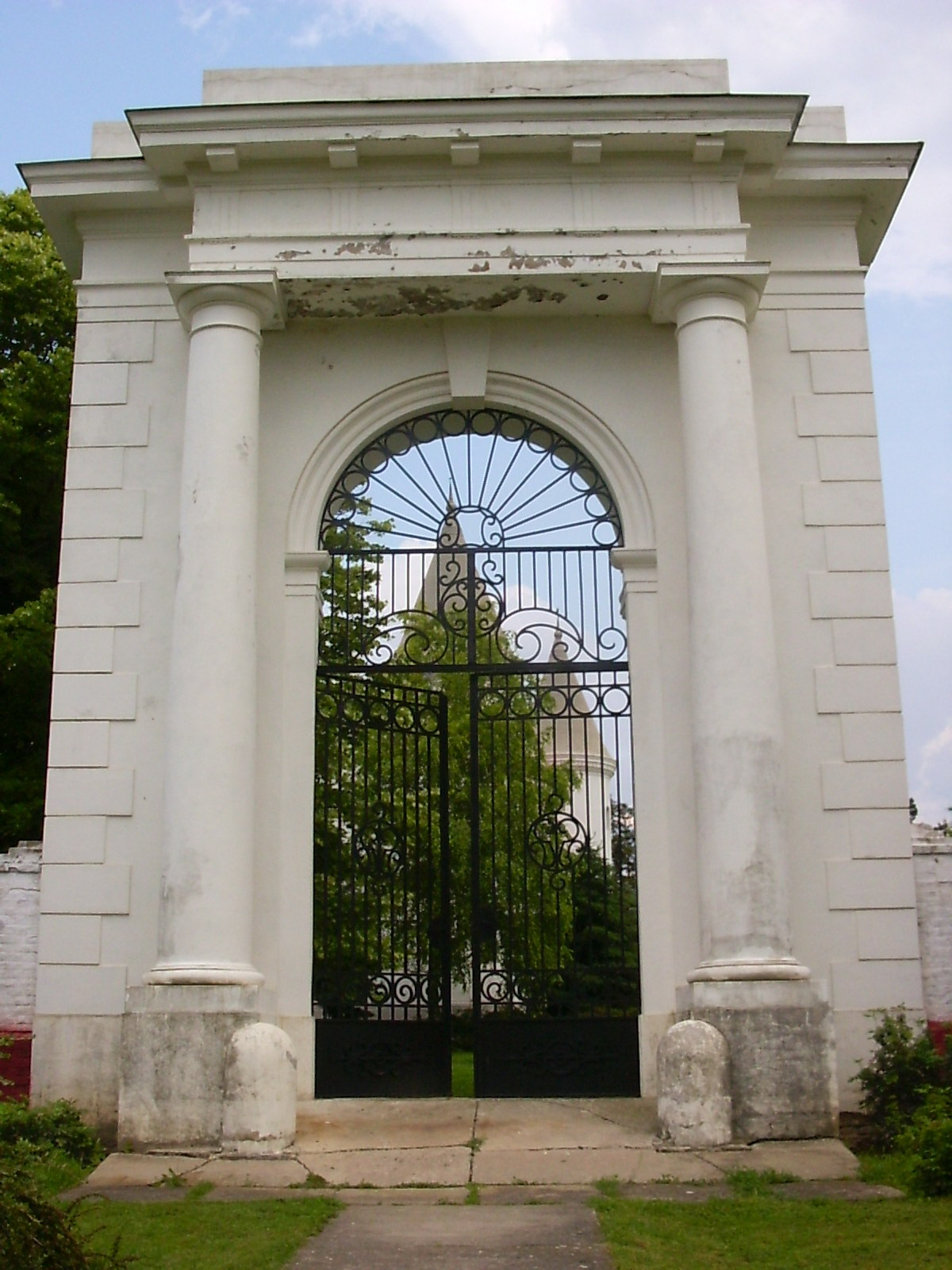
Tessék belépni!
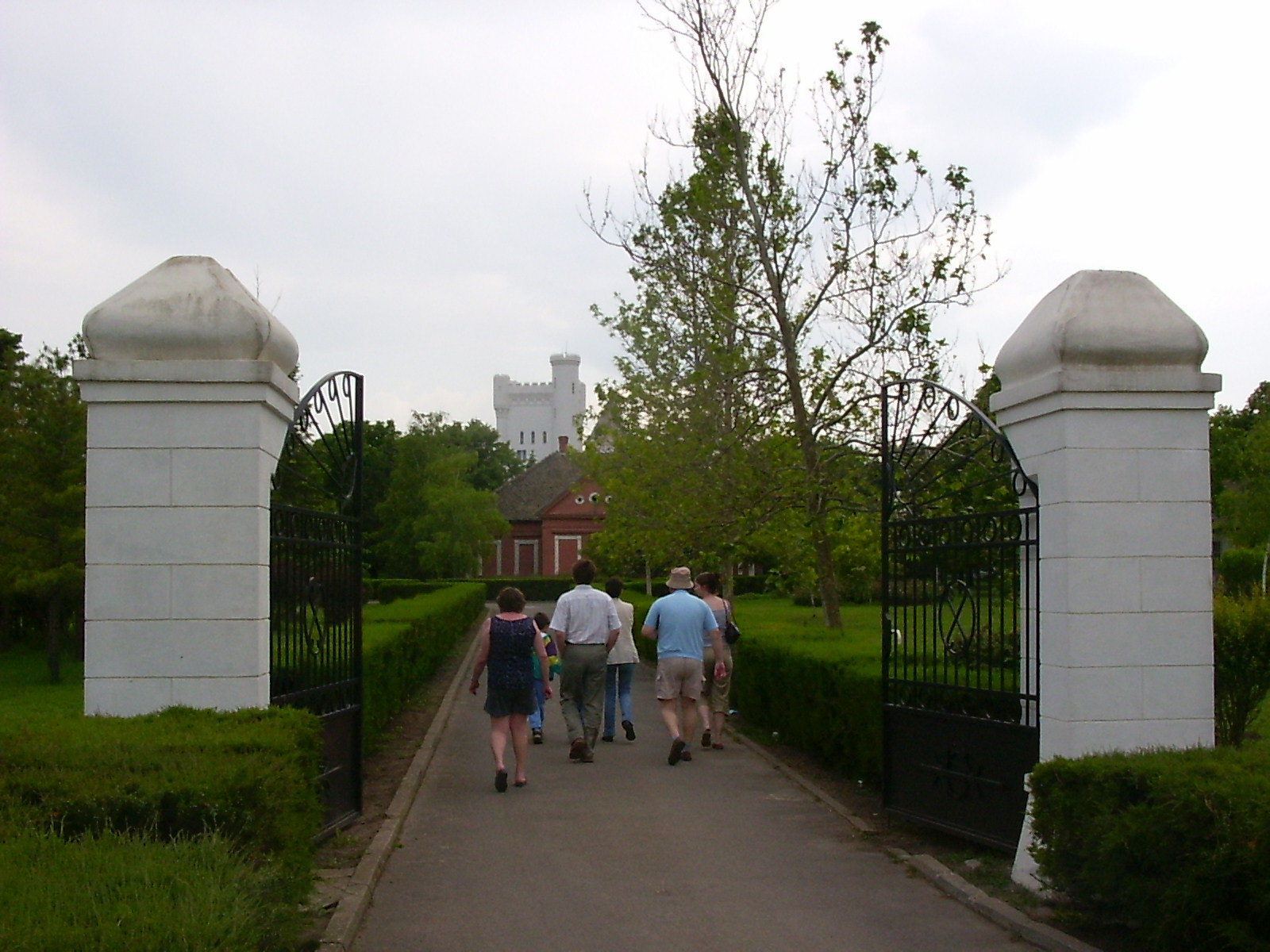
A kastély kapuja
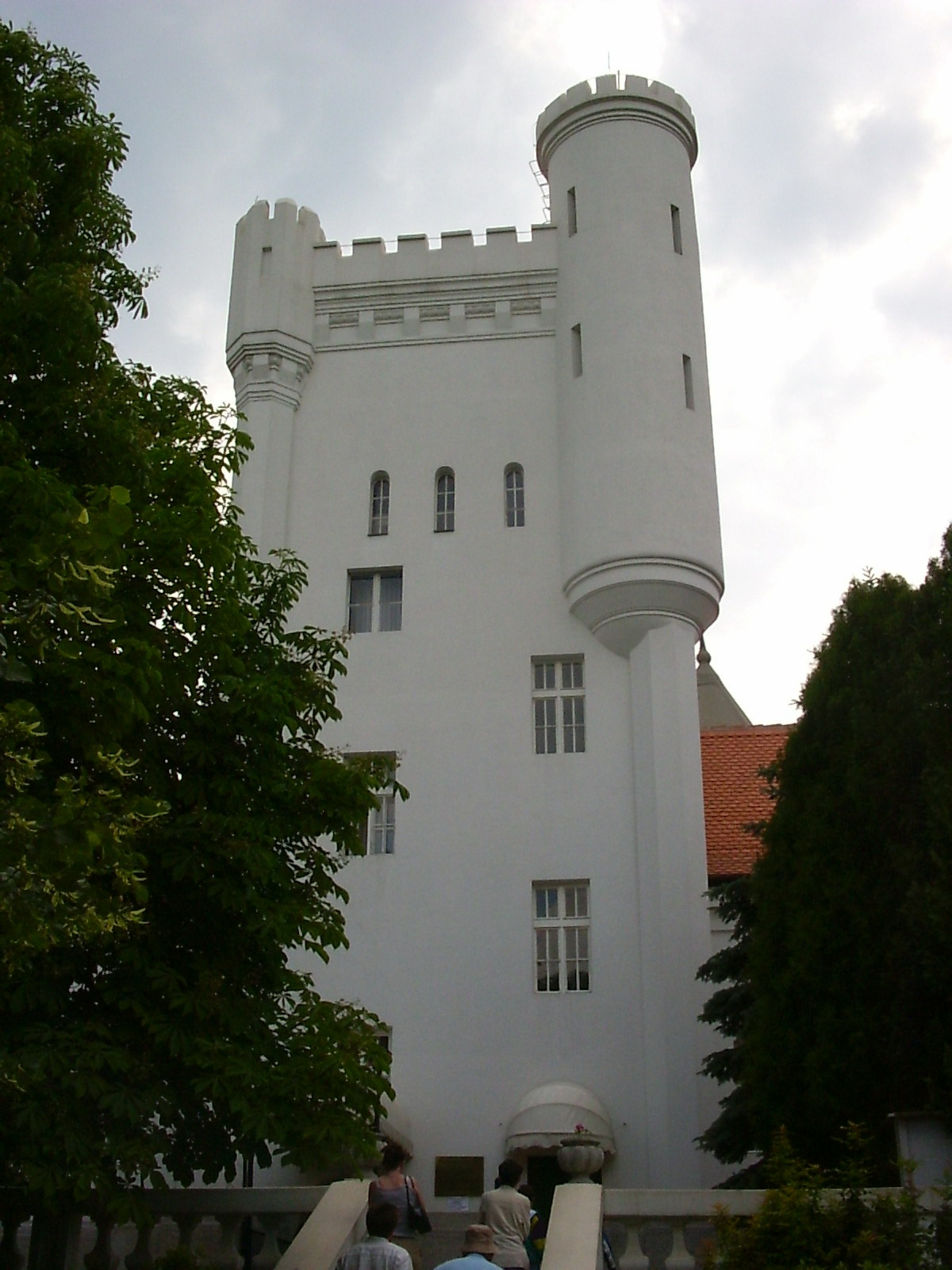
Kastélytorony
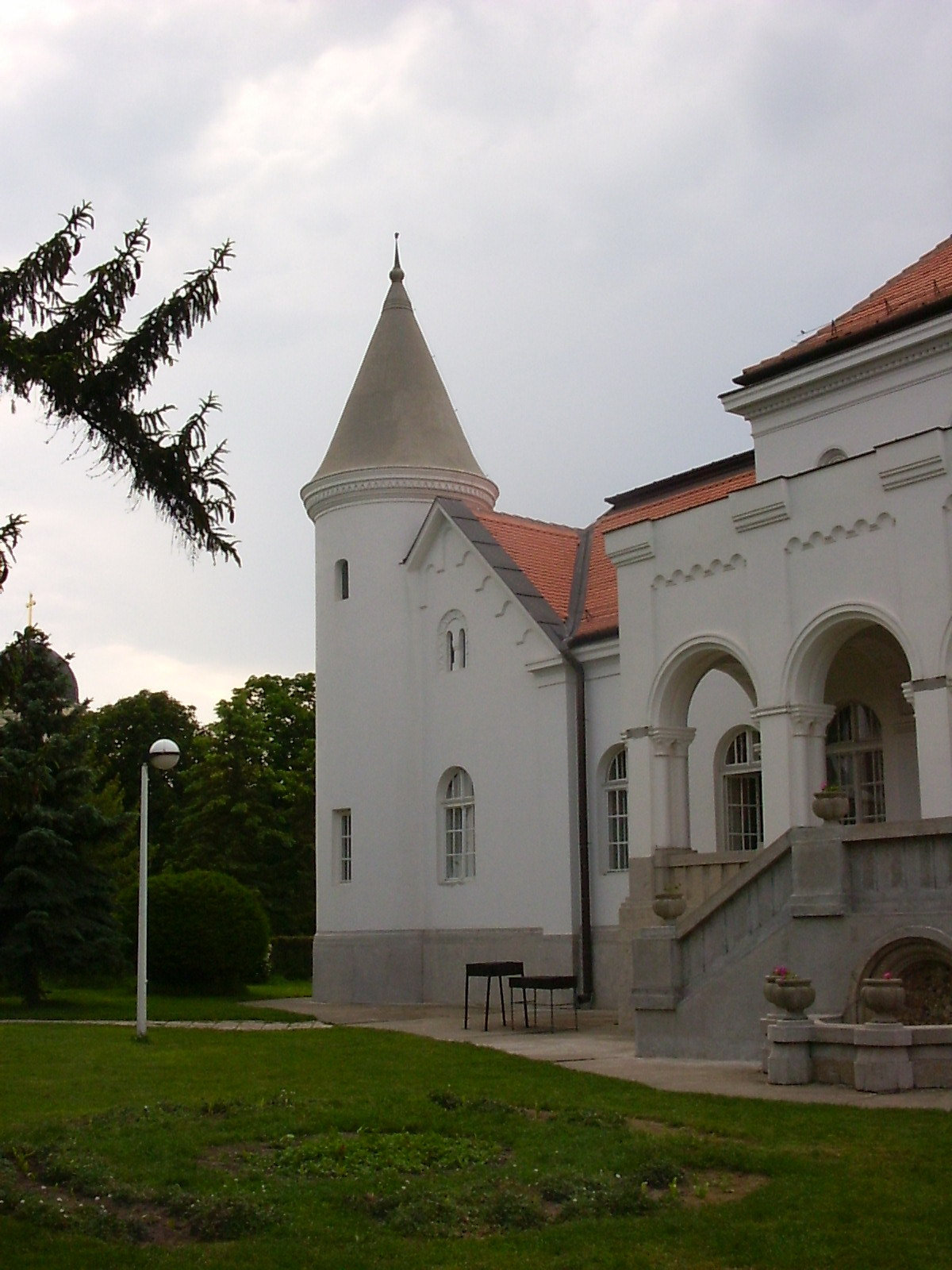
Torony másképp
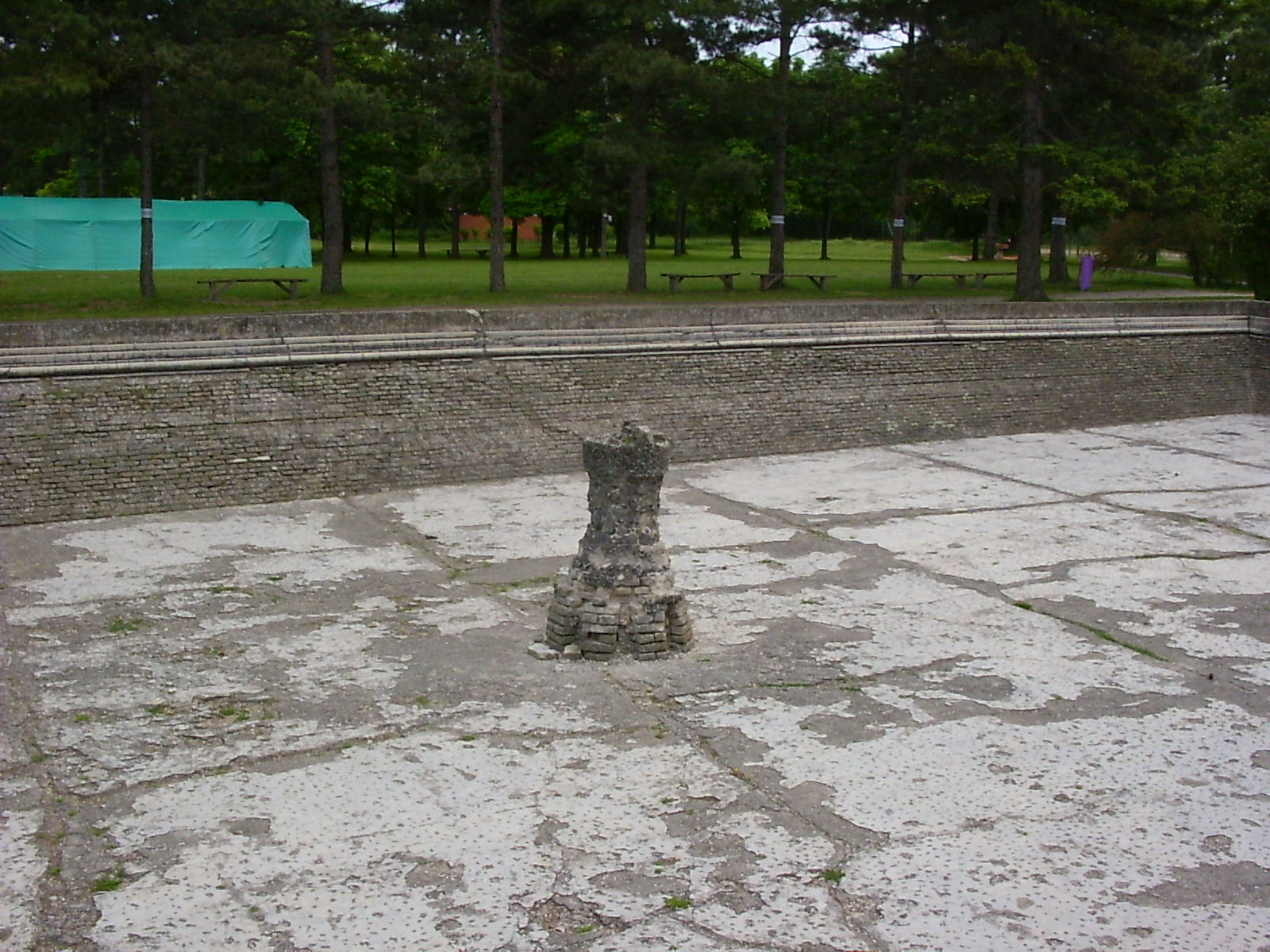
Nyitott medence
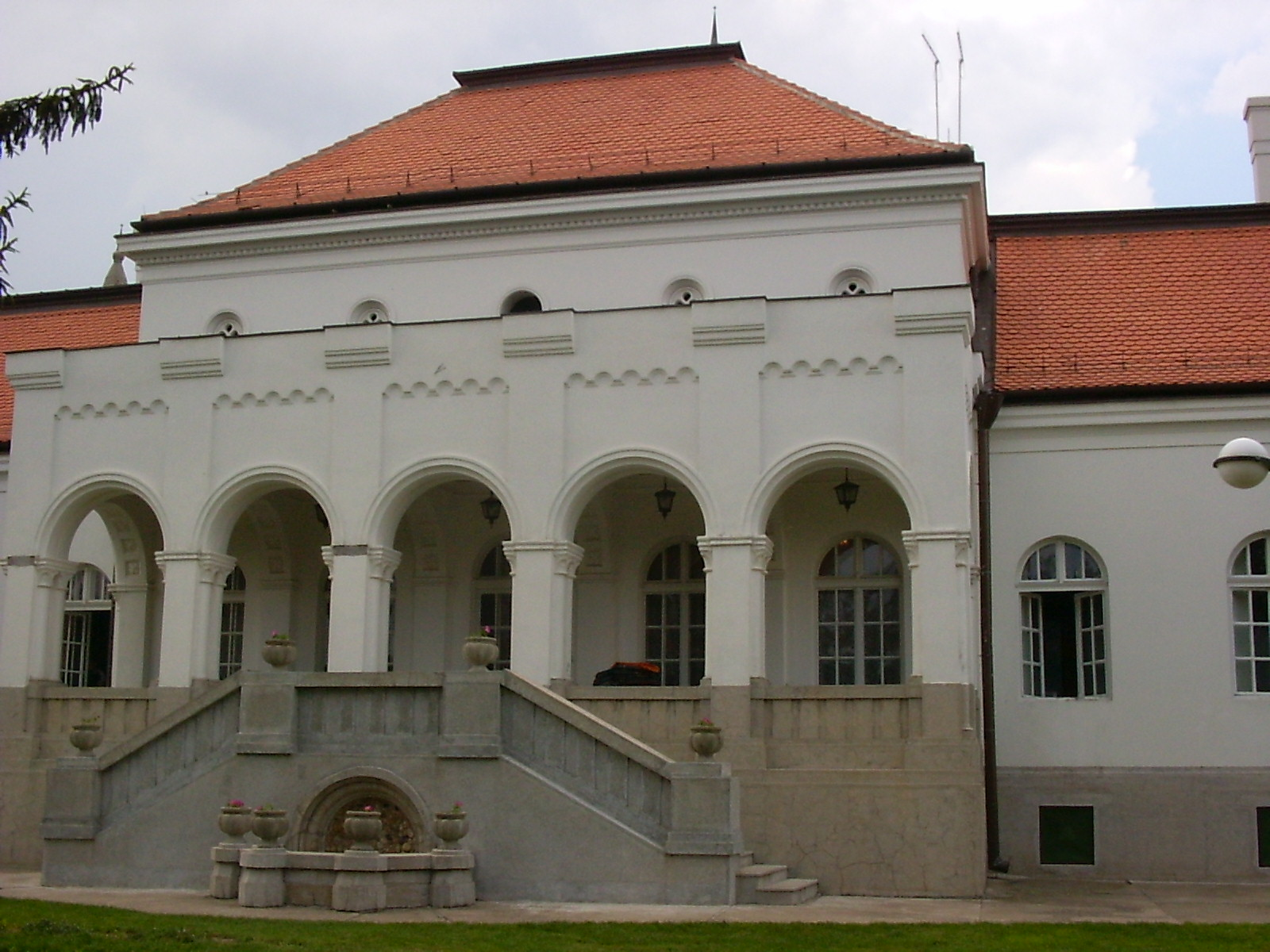
Kastélytornác
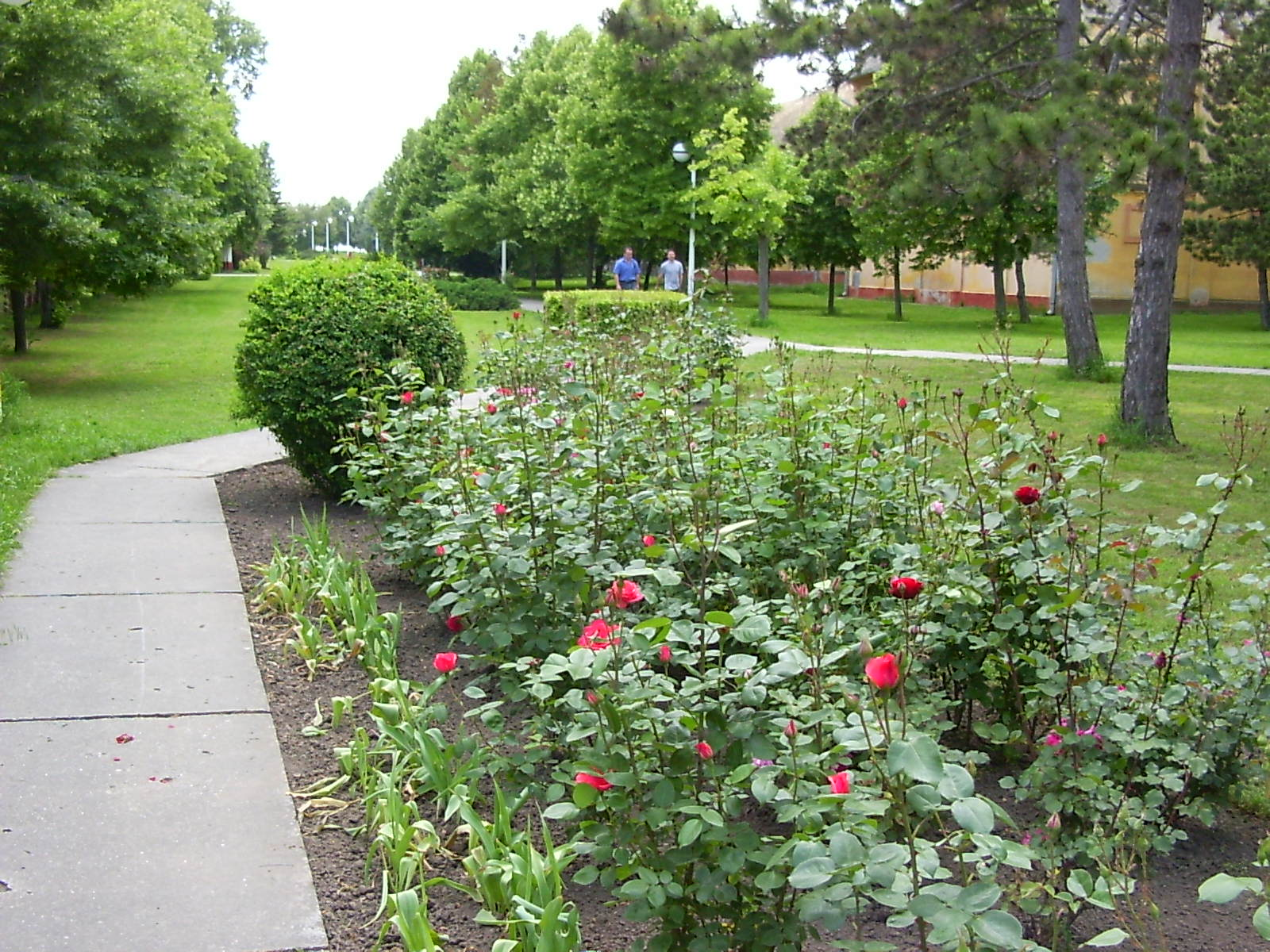
Kastélypark
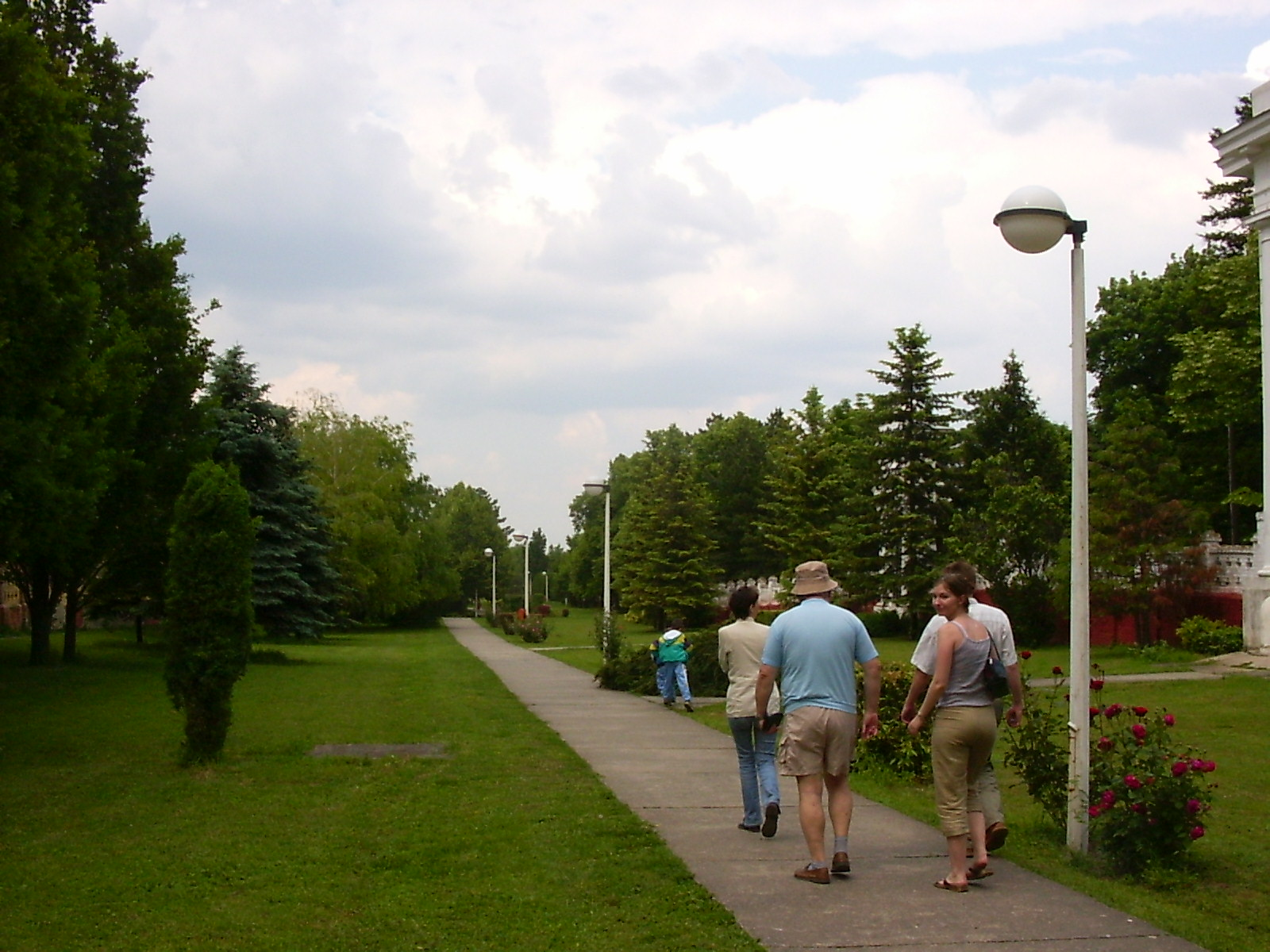
Séta a parkban